# Chân Dung Tông Diễn
Chân Dung Tông Diễn (chữ Hán: 真融宗演, 1638–1709 hoặc 1640–1711), còn có hiệu là Đại Tuệ Quốc sư, là Thiền sư Việt Nam đời Lê trung hưng. Ông thuộc đời pháp thứ 32 tông Tào Động, là pháp tử của Thiền sư Thông Giác Thủy Nguyệt và được tôn xưng là Tổ sư đời thứ hai của Thiền phái Tào Động Bắc Việt. Cuộc đời hoằng pháp của ông đóng một vai trò quan trọng trong việc phát triển Thiền phái Tào Động ở Đàng ngoài cũng như công lao giải cứu Phật giáo Đàng ngoài khỏi pháp nạn diệt vong dưới thời Vua Lê Hy Tông.

## Thân thế
Hiện nay có hai nguồn thông tin về năm sinh của Thiền sư Chân Dung Tông Diễn, cụ thể, sách Thiền Sư Việt Nam của Hòa thượng Thích Thanh Từ ghi ông sinh năm 1640, nhưng sách Tào Động Tông Nam Truyền Tổ Sư Ngữ Lục do Thượng tọa Thích Tiến Đạt biên dịch thì ghi là năm 1638. Ông thế danh là Tưởng Đình Khoa, quê ở xã Hương Ngãi, huyện Chân Định, phủ Kiến Xương. Nay là thôn Hương Ngãi, xã Bình Minh, huyện Kiến Xương, tỉnh Thái Bình.
Tương truyền, Tưởng Đình Khoa sinh ra trong một gia đình nghèo, mồ côi cha từ nhỏ, mẹ cậu tần tảo buôn bán ở chợ để nuôi cậu khôn lớn. Đến năm 12 tuổi, cuộc đời cậu xảy ra một biến cố. Vào một hôm, mẹ ra chợ bán hàng, giao cho cậu bé một giỏ cua rồi dặn giã ra nấu canh hai mẹ con cùng ăn. Cậu nhìn cua thấy chúng tuôn ra những hạt bọt như đang khóc, vì thương chúng nên không nỡ giết mà thả đi. Đến trưa mẹ cậu về biết chuyện nên cầm gậy đuổi đánh, do sợ hãi nên cậu chạy đi mất, kể từ đó hai mẹ con xa cách nhau. Trên đường đi cậu bé Tưởng Đình Khoa gặp được một vị sư cụ và được vị này đem về chùa nuôi, đặt pháp danh và cho xuất gia.

## Cơ duyên ngộ đạo
Khi Tông Diễn đang trụ trì tại một ngôi chùa ở Đông Sơn thì nghe tin Thiền sư Thông Giác Thủy Nguyệt đắc đạo bên Trung Quốc vừa trở về nước (khoảng năm 1668) và đang hoằng pháp tại chùa Vọng Lão trên núi Yên Tử, ông liền lên núi yết kiến, lúc này ông khoảng ba mươi tuổi.
Thông Giác thấy ông bèn hỏi: "Như khi ta đang nghỉ ngơi, đợi đến bao giờ có tin tức?"
Ông đáp: "Đúng ngọ thấy bóng tròn, giờ Dần mặt trời mọc."
Thông Giác hỏi: "Bảo nhậm thế nào?"
Ông đáp bằng bài kệ:
| 應有萬緣有 隨無一切無 有無俱不立 日耿本當晡 | Ưng hữu vạn duyên hữu Tuỳ vô nhất thiết vô Hữu vô câu bất lập Nhật cảnh bản đương phô | Cần có muôn duyên có Ưng không tất cả không Có không, hai chẳng lập Ánh nhật hiện lên cao. |

Thông Giác bước xuống bảo: "Tào Động hợp với quần thần, ngày sau nối thịnh dòng pháp của ta, vì vậy ban cho ngươi pháp danh là Tông Diễn." Và nói kệ ấn khả:
| 一切法不生 一切法不滅 佛佛祖祖傳 蘊空蓮頭舌 | Nhất thiết pháp bất sinh Nhất thiết pháp bất diệt Phật Phật Tổ Tổ truyền Uẩn không liên đầu thiệt | Tất cả pháp chẳng sinh Tất cả pháp chẳng diệt Phật Phật Tổ Tổ truyền Uẩn không sen đầu lưỡi. |

Sau khi đắc pháp, ông luôn hầu hạ bên cạnh Thông Giác và siêng năng tham học. Sau Thông Giác đến trụ trì chùa Hạ Long, ông cũng theo cùng làm thị giả. Về công phu tu hành, ban ngày ông đi khuyến hóa tứ vật dụng rồi đem cúng dường chư tăng trong chùa. Ban đêm, ông đến tham vấn nghĩa huyền với Thông Giác và siêng năng tọa Thiền nhiều đêm không đặt lưng xuống giường, hoặc tụng kinh suốt đêm không ngủ. Ông nhẫn nại chịu đựng sự vất vả, khó nhọc, vì tu hành không tiếc thân mạng. Đến năm 32 tuổi, ông thọ giới Cụ túc rồi xin phép Thông Giác đi tham vấn các nơi.

## Gặp lại người mẹ
Khi đã hơn 40 tuổi và đang làm trụ trì một chùa nọ, trong một lần tọa Thiền ông bỗng nhớ về người mẹ xưa. Ông bèn về quê tìm mẹ và gặp được một bà cụ bán nước ở đầu làng, dò hỏi thì biết bà chính là mẹ ruột của mình nhưng ông không cho bà biết thân phận. Ông ngỏ ý mời bà về chùa làm công quả, cất am cho bà tu và được bà đồng ý. Trong thời gian bà cư trú tại chùa, ông thường ân cần thăm hỏi bà cụ và dạy bà tụng kinh, niệm Phật. Đến khi bà già yếu sắp mất, ông vì có việc phải đi nên dặn tăng chúng trong chùa nếu bà mất nhớ lo hậu sự chu đáo cho bà và phải đợi ông về mới được đóng nắp quan. Đúng như ông dự đoán, ba hôm sau khi ông đi thì bà cụ mất. Lúc về tới nơi, nghe tin bà cụ mất, ông liền đến chổ đặt quan tài của bà cụ, cầm tích trượng gõ vào quan tài ba cái rồi hô to "Như lời Phật dạy: 'Một người tu hành ngộ đạo cha mẹ sinh thiên', nếu lời ấy không ngoa xin cho quan tài bay lên hư không để chứng minh lời Phật." Hô xong, quan tài bà cụ bỗng nhiên bay lên hư không rồi từ từ hạ xuống mặt đất. Nhân đây mọi người mới vỡ lẽ bà cụ chính là mẹ ông, ai nấy cũng cảm phục lòng hiếu thảo khó nói của ông. Bởi vì nếu ông tiết lộ thân phận mình là con trai ruột của bà cụ, bà có thể sẽ vì quyến luyến con mà khó lòng tu tập, buông tay ra đi một cách nhẹ nhàng được.
Sau này, tại chỗ quán trà của mẹ, ông lập một ngôi chùa và đặt tên là "Mại Trà Lai Tự". Còn am nơi bà từng ở ông đề tên là "Dưỡng Mẫu Đường", câu đối ở Dưỡng Mẫu Đường viết như sau:
Phiên âm
Dưỡng Mẫu Đường linh thế thái vĩnh trường khan,
Vọng Mẫu tháp trí trà lai nhân tịnh đổ.
Dịch nghĩa
Dưỡng Mẫu Đường khiến người đời mãi nhớ,
Vọng mẫu tháp trí trà lai mọi người thấy.

## Quá trình hoằng pháp
Năm 1678, Vua Lê Hy Tông truyền lệnh cho tất cả các quan huyện, phủ, châu ở khắp nơi rằng: "Bất cứ nơi nào có tăng ni trụ trì, nhất loạt đều đuổi hết vào rừng núi." Ông thấy vậy đau đáu trong lòng, nghĩ rằng đạo Phật vốn là viên ngọc quý của quốc gia, vì sao vua lại cho rằng đạo Phật là vô dụng. Ông phát tấm lòng Bồ tát, vì muốn giải cứu pháp nạn cho Phật giáo nên quyết định sẽ vào kinh thành khuyên vua. Trước khi đi, ông lên phương trượng đỉnh lễ Thiền sư Thông Giác Thủy Nguyệt để xin phép và được thầy hoan hỷ cho phép.
Ông rời chùa đi được mấy ngày thì đến bến đò sông Triều Độ và ghé nghỉ tại chùa Cổ Pháp. Từ chùa Cổ Pháp, ông lại tiếp tục đi, khoảng ba ngày thì tới bến sông Nhị Hà. Lúc vừa đến cửa Đông của kinh thành Thăng Long, ông nghe tiếng có người đang tụng kinh, hỏi ra thì biết đó là một người lính coi ngục. Người coi ngục kể rằng mình đào được một pho tượng Phật bằng đồng, có đem để tại đền Bạch Mã nhưng thần ở đền sợ oai lực của Phật không dám ở trong đền nên ứng quẻ bói bảo tượng ai để trong đền thì hãy đem về kẻo tội lỗi. Vì thế người cai ngục đem tượng Phật về về nhà thờ. Thiền sư Tông Diễn biết đây là điềm báo Phật muốn hiển ứng nơi kinh đô nên khuyên người lính đó cùng đi hóa duyên xây cất chùa để thờ tượng Phật trên. Sáng hôm sau, trên đường đi quyên góp tiền xây chùa, ông gặp một vị quan đề hình và bị bắt vào tra hỏi, quan nói: "Hiện nay vâng mệnh thánh thượng truyền khắp thiên hạ phàm các tăng ni già trẻ đều phải vào nơi núi rừng để ở, vậy vị tăng này là người thế nào mà dám bỏ núi rừng đến nơi kinh kỳ đi lại giáo hóa, đó chẳng phải là khinh mạn phép vua hay sao?" Ông đáp: "Mệnh lệnh của vua còn đó lẽ nào lại chẳng tuôn theo, chỉ vì ngu tôi ở trong núi sâu có được viên minh châu đem đến để dâng vua. Mong ngài vì tôi mà thưa với thánh thượng, dâng xong tôi sẽ trở về. May ra mới không làm vướng bận cửa quan quyền." Vị quan nghe ông nói vậy liền về thưa với Vua Lê Hy Tông, vua kêu vị quan tới chổ ông lấy ngọc dâng lên cho vua xem. Ông xin được tự tay vào cung dâng "ngọc minh châu" lên nhưng vua không đồng ý. Ông thấy vậy than rằng: "Mặt trời tuy sáng tỏ, cũng không ngăn được thước mây đến che lấp; mặt trăng vốn vằng vặc chỉ vì tấc mây mờ giăng phủ, việc đến thế này biết làm sao được?" Suy nghĩ một lúc ông ngẫu hứng làm bài thơ:
Phiên âm
Nhật xuất đoan phi nhật bất quang
Chỉ duyên xích vụ tác minh mang
Từ phong phiến khởi xuy vân tán
Hách hách minh minh chiếu tứ phương.
Dịch nghĩa
Nhật xuất giữa trưa đâu chẳng sáng
Chỉ vì mù khuất ánh quang minh
Gió từ vừa thổi mấy tan hết
Rực rỡ sáng soi khắp bốn phương.

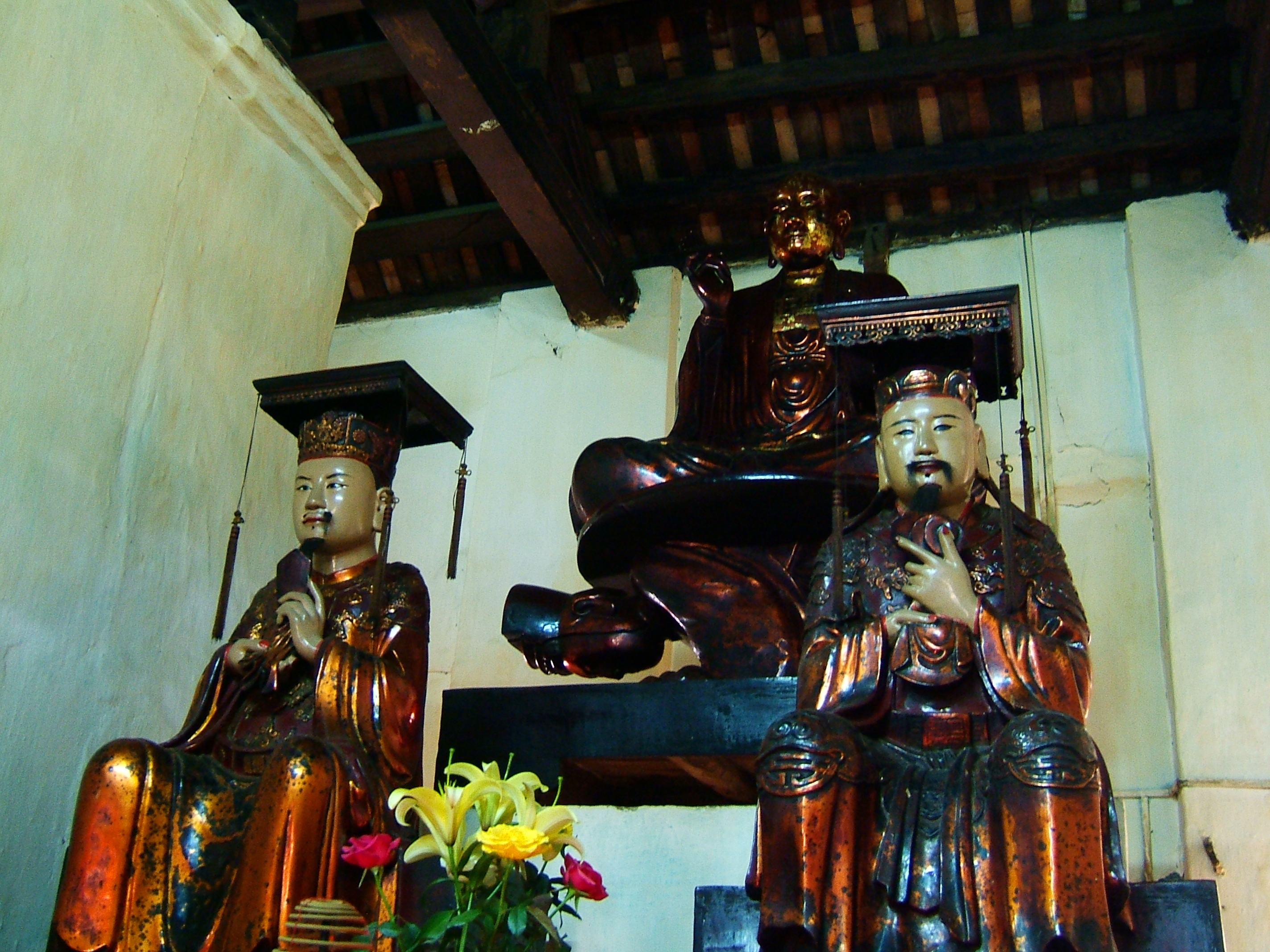
Bức tượng "Vua cõng Phật", tương truyền là do Vua Lê Hy Tông cho tạc và đặt tại chùa Hòe Nhai để bày tỏ sự sám hối đối với Phật giáo.

Ông ở kinh thành ba tháng nhưng vẫn chưa vào cung khuyên được vua, tự nghĩ lẽ nào lại cam tâm trở về không. Ông bèn viết một tờ biểu, trong đó bàn về các nội dung như phương pháp tu thân trị quốc, đạo lý và vai trò của Phật pháp đối với dân tộc, quốc gia... rồi để vào trong một cái hộp niêm phong lại. Rồi nhờ vị quan đề lĩnh kể trên vào trong cung thưa với vua chọn lấy một vị quan thanh liêm, trung thực tắm gội ăn chay giữ giới trong ba ngày xong ông sẽ giao cho vị quan cái hộp có đựng "viên ngọc quý" vào dâng vua. Quan đề lĩnh về trình lại cho vua và được vua chấp thuận, cho chọn lấy một vị quan đức độ trong Viện Hàn Lâm để trai giới trong ba ngày. Sau khi trai giới xong, vị quan đến chổ ông lấy hộp rồi đem vào trong cung. Khi mở ra thì bên trong chỉ có một tờ giấy mà không có viên ngọc nào. Vua sai một vị quan văn quỳ đọc, nghe xong vua rất cảm phục và khen rằng: "Chẳng ngờ vị Thiền sư ở nơi thôn dã lại có tài biện minh đến thế, có thể cho gặp mặt một lần để xem thật giả thế nào." Quan đề lĩnh theo lệnh mời ông vào cung, vua cung kính cho phép ông ngồi một bên. Vua hỏi kế sách trị quốc, đạo lý, ông đối đáp đều dung thông, trôi chảy. Vua bèn phán rằng: "Đạo Phật là viên ngọc minh châu của cả nước, há lại không sử dụng hay sao? Các vị tăng có thể khuyên răn mọi người làm điều thiện, vì sao lại bỏ xa? Chẳng bằng cho phép làm việc khai đạo giáo hóa cũng là phương tiện tốt bổ trợ cho sự cai trị." Kể từ đó, các vị tăng ni được bãi bỏ lệnh cấm, được hoạt động tự do, hoặc quay trở lại làng xã, thành thị để tu hành và truyền đạo, chùa chiền không phải dời lên núi nữa. Hoặc họ có thể tiếp tục ở lại nơi rừng núi tu hành tùy thích. Để tỏ lòng sám hối lỗi trước của mình với đạo Phật, vua cho tạc bức tượng một vị vua quì mọp trên lưng đang cõng tượng Phật. Tượng này hiện còn được thờ ở chùa Hồng Phúc.
Vua Lê Hy Tông mời ông lưu trú tại chùa Báo Thiên ở kinh thành để cầu nguyện cho quốc gia được thịnh vượng. Sau lại mời ông trụ trì ở chùa Khán Sơn để tiện thưa hỏi Phật pháp. Trong thời gian ở kinh thành, lúc thì ông vào cung giảng kinh cho vua nghe, khi thì vào phủ chúa Trịnh để thuyết pháp, vương tôn quý tộc và quan lại theo ông quy y rất nhiều. Ông xin phép vua về thăm thầy là Thiền sư Thông Giác Thủy Nguyệt và được đồng ý, còn ban thêm áo gấm để về tặng cho Thiền sư Thông Giác. Về tới chùa Hạ Long, ông lên chính điện đỉnh lễ chư Phật, rồi xuống tổ đường đỉnh lễ chư tổ sư, thánh tăng. Xong lại vào phương trượng đỉnh lễ Thiền sư Thông Giác và trình bày tin mừng từ nay tăng ni được đi lại tự do, không bị triều đình cấm cản nữa. Thăm thầy xong, ông lại vào kinh thành hoằng pháp và được vua ban danh hiệu Hòa thượng, được tặng cà-sa gấm và đặc ân được ngồi trước vua. Để truyền bá kinh điển, ông tổ chức khắc kinh Hoa Nghiêm và lưu mộc bản tại chùa Báo Thiên, khắc kinh Pháp Hoa và để tại chùa Khán Sơn.

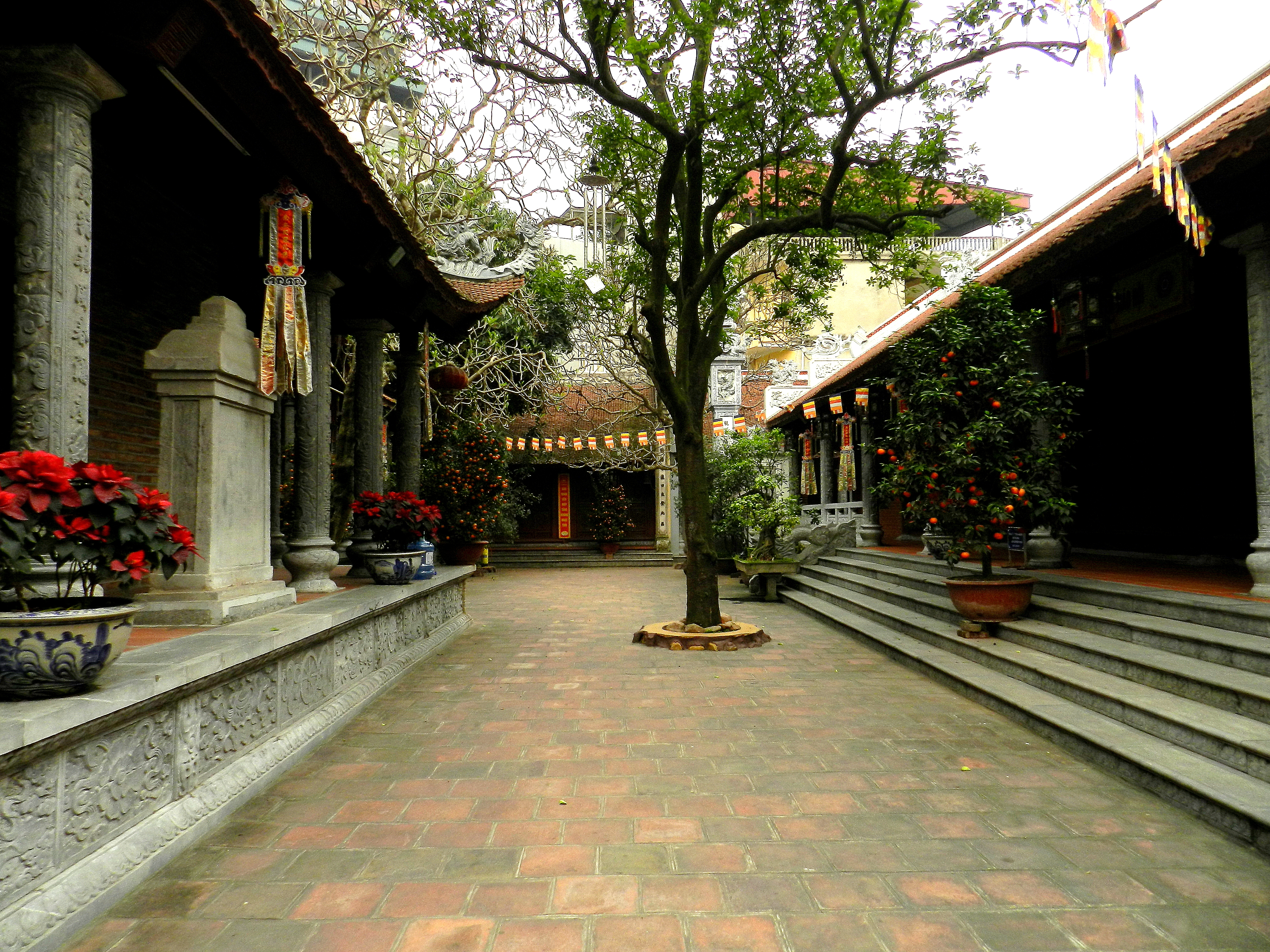
Chùa Hòe Nhai, nơi Thiền sư Tông Diễn từng hoằng pháp.

Có bà quốc nhũ (bà vú của vua) quê ở quận Hòe Nhai quyên góp tiền và thỉnh ông trùng tu Hồng Phúc tự (thường được gọi là Chùa Hòe Nhai). Ông hoan hỷ đứng ra trùng tu chùa (năm 1699), chẳng bao lâu thì hoàn thành. Số tiền còn dư, ông đem xây chùa Cầu Đông và cho người lính coi ngục xưa xuất gia trông nom chùa. Xong việc, ông vào cung vua và phủ chúa Trịnh để xin trả lại chùa Khán Sơn và chùa Báo Thiên, chỉ để lại mỗi chùa Hòe Nhai để làm nơi tu hành và thuyết pháp. Từ đó, chùa Hòe Nhai gắn liền với cuộc đời hoằng pháp của ông và trở thành tổ đình của Thiền phái Tào Động tại Đàng ngoài.
Năm 1704, Thiền sư Thông Giác Thủy Nguyệt biết mình sắp tịch nên cho người gọi ông về để dặn dò, truyền trao y bát. Ông kế thừa Thiền sư Thông Giác Thủy Nguyệt trở thành Tổ sư đời thứ hai của Thiền phái Tào Động Việt Nam. Sau khi chịu tang thầy ba năm xong, ông giao cho hai vị sư có đức hạnh, một người làm trụ trì chùa Hạ Long, một người trụ trì chùa Nhẫm Dương rồi quay trở lại chùa Hòe Nhai để tiếp tục giáo hóa môn đồ.

## Thị tịch
Sắp đến lúc thị tịch, ông gọi đệ tử nối pháp là Từ Sơn Hạnh Nhất đến và khai thị rằng: "Gió từ thổi mạnh cuốn sạch mây mù, vầng mặt trời trí tuệ sáng ngời, gió lành thổi mát trong triều ngoài nội, nhưng không hề trụ trước, vì không cũng hoàn không. Trước sau như một cho ngươi hiểu rõ ba điểm hiển mật, cho ngươi giữ lấy trung đạo, ra đời độ người nay cũng như xưa, trời Tây, cõi Đông đạo vốn như nhau."
Rồi ông nói kệ phó chúc:
Phiên âm
Hoa khai xuân phương đáo
Diệp lạc tiện tri thu
Chi đầu sương oánh ngọc
Ngạc thượng tuyết liên châu
Thanh thần vân tán sản long giáp
Bạch nhật hà quang loả tượng khu
Báo văn tuy kiến nhất
Phụng chúng thể toàn câu
Đạt-ma Tây lai truyền hà pháp?
Lô hoa thiệp hải thủy phù phù.
Dịch nghĩa
Xuân đến hoa chớm nở
Thu về lá vàng rơi
Đầu cành sương lóng lánh
Cánh hoa tuyết rạng ngời
Buổi sáng trời trong rồng bày vẩy
Ngày trưa mây sáng voi hiện hình
Vằn cọp tuy thấy một
Bầy phụng thể toàn đồng
Đạt-ma Tây sang truyền pháp gì?
Cành lau qua biển thổi phau phau.
Nói kệ xong, ông bảo: "Báo thân của ta đến đây đã hết!", rồi ngồi kiết già mà thị tịch, thọ 72 tuổi. Bấy giờ là ngày 16 tháng 7 năm Tân Sửu, niên hiệu Vĩnh Thịnh thứ năm (1709 hoặc 1711) triều Vua Lê Dụ Tông, vua ban thụy hiệu là Đại Thừa Bồ Tát. Đệ tử làm lễ trà tỳ và xây hai ngọn tháp ở giữa núi Hạ Long (Quảng Ninh) và đầu núi Nhẫm Dương (Hải Dương) để an trí xá-lợi.
Về công hạnh của ông, quyển Hồng Phúc Phổ Hệ tán thán như sau: "Diêu văn Đại Thánh sư, thần đức nan tuyên giả, chỉ tích mẫu quan phi, niệm kinh Bảo Liên Hoa, đầu đơn đế nhãn minh, tiến ngọc quân vương tạ..." (Xa nghe thầy Đại Thánh, thần đức khó nói hết, gậy chỉ quan (tài) mẹ bay, tụng kinh Bảo Liên Hoa, nạp đơn vua mắt sáng, dâng ngọc quân vương tạ (ơn).

## Trong văn hóa đại chúng
Câu chuyện về lòng hiếu thảo, tinh thần hoằng dương Phật pháp của Thiền sư Chân Dung Tông Diễn là nguồn cảm hứng cho sự ra đời của nhiều tác phẩm cải lương.

### Cải lương
- Vở Thiền sư Tông Diễn do các nghệ sĩ Út Bạch Lan, Điền Thanh, Thoại Mỹ, Thanh Thanh Tâm... biểu diễn.[5]
- Vở Thiền sư Tông Diễn (2019) do Tuệ Quang và Bùi Hữu Dược đồng sáng tác và được các nghệ sĩ Trọng Nghĩa, Mỹ Hằng, Hoàng Hải, Chí Cường... trình diễn tại Lễ Kỷ Niệm 35 Năm Thành Lập Học Viện Phật Giáo Việt Nam Tại TP. Hồ Chí Minh (1984-2019) ngày 7 tháng 12 năm 2019.[6]